# Скритошийни костенурки
Скритошийните костенурки (Cryptodira) са подразред костенурки, включващ повечето от оцелелите до наши дни представители на разреда. Различават се от другия съвременен подразред - Страничношийни костенурки (Pleurodira), по способността си да прибират главата под черупката си чрез вертикално извиване на шията.
Скритошийните костенурки се появяват за първи път в еволюцията на организмите през юра, като в края на периода постепенно изместват страничношийните от езера и реки. В същото време започват да се появяват изцяло сухоземни представители.

## Класификация
Подразред Скритошийни костенурки
- Семейство Chelydridae – Кайманови костенурки
- Семейство †Meiolaniidae
- Надсемейство Chelonioidea
  - Семейство †Protostegidae
  - Семейство †Thalassemyidae
  - Семейство †Toxochelyidae
  - Семейство Cheloniidae – Морски костенурки
  - Семейство Dermochelyidae – Кожести костенурки
- Надсемейство Kinosternoidea
  - Семейство Dermatemydidae – Речни костенурки
  - Семейство Kinosternidae – Тинести костенурки
  - Семейство Platysternidae – Голямоглави костенурки
- Надсемейство Testudinoidea
  - Семейство †Haichemydidae
  - Семейство †Sinochelyidae
  - Семейство †Lindholmemydidae
  - Семейство Emydidae – Блатни костенурки
  - Семейство Geoemydidae – Азиатски речни костенурки
  - Семейство Testudinidae – Сухоземни костенурки
- Надсемейство Trionychoidea
  - Семейство †Adocidae
  - Семейство Carettochelyidae – Двуноктести костенурки
  - Семейство Trionychidae – Мекочерупчести костенурки